# ジャイアントキリング (テレビ番組)
『ジャイアントキリング』は、フジテレビで2012年から2013年まで放送されていたスポーツ特別番組。

## 概要
日本の大相撲力士や一流スポーツ選手（番組内では「ジャイアント」と呼ばれる）に対し、芸能人・一般人がさまざまな競技で対決。ジャイアントに勝利した場合は「ジャイアントキリング」となり賞金100万円が贈られる。
日本相撲協会が企画協力・監修しており、第1回では両国国技館を貸しきり、力士も多数出演した。また、第2回では大相撲だけでなく、その年活躍したスポーツ選手も「ジャイアント」ないし挑戦者として登場した。
第3回は第2回放送で行った「腕相撲対決」のみに絞り、相撲界・格闘技は基より、様々なスポーツ分野の腕自慢32名を招いた5時間にわたる「ワンデートーナメント」の形式で開催した。
初回放送日、2012年7月1日昼間には先出し番組として「愛菜ちゃん注目!今夜ジャイアントキリング世紀の番狂わせ」（13:00-13:55）が放送され、本放送ゲストの芦田愛菜と司会の香取慎吾がナビゲーターとして番組を紹介した。

## 出演者
MC
香取慎吾（SMAP）
進行
加藤綾子（フジテレビアナウンサー）
山﨑夕貴（フジテレビアナウンサー）

## 放送日
※視聴率は関東地区、ビデオリサーチ調べ。
| 回数  | 放送日                   | 放送時間（JST） | 放送タイトル                                                                                       |
| ----- | ------------------------ | --------------- | -------------------------------------------------------------------------------------------------- |
| 第1回 | 2012年7月1日（日曜日）   | 19:00 - 20:54   | ジャイアントキリング! 世紀の番狂わせ ジャイアントキリング! 力士に勝ったら100万円（公式サイト表記） |
| 第2回 | 2012年12月30日（日曜日） | 19:00 - 23:09   | ジャイアントキリング2! 世紀の番狂わせ                                                              |
| 第3回 | 2013年12月30日（月曜日） | 18:00 - 23:24   | ジャイアントキリング3! 〜スポーツマン腕相撲世界一決定戦〜                                          |

## 競技

### 第1回
腕相撲対決
- ジャイアント：旭天鵬、栃ノ心、翔天狼、北太樹、稀勢の里
- 挑戦者：野村将希、アントキの猪木、パッション屋良、福島善成（ガリットチュウ）、ボビー・オロゴン

挑戦者とジャイアントの一発勝負。ジャイアントに勝利することができれば「ジャイアントキリング」達成。
大食い対決
- ジャイアント：把瑠都、琴奨菊、臥牙丸、若の里、雅山、富士東、碧山
- 挑戦者：木下隆行（TKO）、三宅智子、ロシアン佐藤、光上せあら、おかゆ太郎、長友光弘（響）、馬場園梓（アジアン）

挑戦者サイドの先攻でデニーズ全メニューの中から1つを注文。注文されたメニューを1人1つ完食する。完食できずギブアップを宣言した時点でリタイア。ジャイアント全員がリタイアし、挑戦者が完食することができれば「ジャイアントキリング」達成。
空中手押し相撲対決
- ジャイアント：日馬富士、豊ノ島、嘉風、豊響、旭秀鵬、隆の山、高見盛
- 挑戦者：内藤大助、猫ひろし、春日俊彰（オードリー）、ワッキー（ペナルティ）、梶原雄太（キングコング）、真栄田賢（スリムクラブ）、三浦翔平

地上3mの高さで行う手押し相撲対決。一発勝負に勝利すれば「ジャイアントキリング」達成。
歌力対決
- ジャイアント：白鵬、安美錦、鶴竜
- 挑戦者：草野仁、JOY、高橋真麻

カラオケ採点機を使い、好きな曲を歌って採点する。各サイド3人ずつ挑戦し、チャレンジャーサイドが1位を取ることができれば「ジャイアントキリング」達成。

### 第2回
腕相撲トーナメント
- ジャイアント：金井義信
- 挑戦者：清原和博、朝青龍、旭天鵬、松鳳山、豪栄道、翔天狼、大畑大介、亀田興毅、塚原直也、桜庭和志、和久憲三、アリスター・オーフレイム、マーク・ハント、セミー・シュルト、ボブ・サップ、ボビー・オロゴン

まずは挑戦者によるトーナメントを行い、優勝者が金井に挑戦。勝利すれば「ジャイアントキリング」達成。
大食いオーダーバトル
- ジャイアント：三宅智子、ロシアン佐藤
- 挑戦者：雅山、舛ノ山、富士東、旭日松、フランク・フェルナンデス、太田敦也、木村真野・紗野

前回のリベンジ戦としてジャイアント・挑戦者を入れ替えて対決。ルールは前回と同じ。
ネゴシエーションレスリング
- ジャイアント：吉田沙保里
- 挑戦者：武井壮、内藤大助、小島よしお

各自対戦前に条件・ルールの交渉を行い、決定したルールで吉田と対決。勝利することができれば「ジャイアントキリング」達成。
ネゴシエーション砲丸投げ
- ジャイアント：畑瀬聡
- 挑戦者：白鵬

ジャイアントは白鵬が指定した投げ方で投擲する。6回行い、最高成績で争う。畑瀬よりも良い成績を出すことができれば「ジャイアントキリング」達成。
綱引き
- ジャイアント：キリル・シムコ
- 挑戦者：豪栄道、松鳳山、桜庭和志、和久憲三、アリスター・オーフレイム、マーク・ハント、ボブ・サップ、ボビー・オロゴン

綱を滑車に通し、双方が同じ方向に引き合う綱引き。先に相手を2m先の「キリングプール」に落とせば勝利。挑戦者によるトーナメントの勝者がジャイアントとの一発勝負に挑戦。勝つことができれば「ジャイアントキリング」達成。
超ドライビングスルーバトル
- ジャイアント：小林可夢偉
- 挑戦者：竹内雅敏、平井智、高橋周司

スタートから70m先にある、車幅ギリギリに開いたゲートをくぐらせる。壁には赤い塗料が塗られており、少しでも接触し塗料が塗られた場合は失敗。1回のステージで2回の試技を行い、2回とも失敗で脱落（途中から日没のため1回勝負に変更）。幅はステージごとに車幅+20cm→+7cm→+5cm→+2cm→+1cmと狭くなる。小林が脱落したステージをクリアできれば「ジャイアントキリング」達成。

### 第3回
「スポーツマン腕相撲世界一決定戦」
これまでの大相撲のほか、格闘技（K-1、ボクシング、プロレスなど）、野球、ハンドボール、陸上競技など、様々な競技分野の腕自慢32名を集結させ、「異競技交流戦」による腕相撲のアスリート№1を決するワンデートーナメントを開催

## スタッフ
第3回（2013年12月30日放送分）
- 企画：渋谷謙太郎
- 構成：中野俊成、一文無隼人、藤本昌平、佐藤大地
- スーパーバイザー：香川春太郎
- 協力：ジャニーズ事務所、日本相撲協会、日本アームレスリング連盟、ビー・ブレーン、クラフトフィールド、IMAGICA、カルチャーワークス、YAMAMOTO SPORTS ACADEMY、GOLD'S GYM
- TD：永野進（第1,2回はTPを担当）
- SW：片平哲也
- CAM：武田篤
- VE：池川秀彦
- AUD：石川剛
- LD：毛利克也
- 技術協力：fmt、サンフォニックス、明光セレクト、小輝日文、テルミック、エム・ティ・プランニング、テクノネット、デジデリック
- CG：畑野絵里、神保聡
- 美術デザイン：鈴木賢太
- 美術プロデュース：副島翔太郎
- 美術進行：荻原美樹雄
- 大道具：浅見大、那須野清
- 装飾：高野城二
- 視覚効果：田村憲行
- アクリル装飾：織田秀幸
- アートフレーム：菅沼和海
- 電飾：平野寛
- ビジョン：日下信二（第2回は視覚効果を担当）
- バーチャル：八島伸行
- データ放送：腰塚悠
- 音効：星裕介、若月正幸
- 編成：清水泰貴、門脇寛至、加藤達也
- 広報：為永佐知男
- 推進：高田和典
- 衣装：永島服飾、FABIANKO RICCI
- 写真提供：アフロ、ベースボールマガジン社、©中日ドラゴンズ、やれんのか!実行委員会、DREAM
- コーディネーター：MAS KONDO、Femke、yan Leeuen、Robyn Lin、神山隆彦
- TK：小島陽子、鈴木杏奈
- AD：平田悠起、松本涼介、赤澤麻季子、雲越昭弘、ぼぶサブロウ
- AP：貞本有紀、大野真希
- ディレクター：池田靖、山嵜哲矢、松本拓摩（佐藤映像）、野中哲也、藤田信彦、齋藤拓也、荻谷俊介、安藤太郎、山田圭祐、浅野翔太郎、中村明博、蔵本卓大、上東渉、石井栄一、亀森幸二、石田夏樹、内田光、高橋一也、松岡辰弥、石川泰治、及川紫、八島諒、菊嶌隆太
- プロデューサー：堀切勝也、菅野貴志、横野レイコ、山下直美、後藤優、栗原志帆、太田兼仁、上妻奈央
- チーフディレクター：木村壮
- 総合演出：佐藤大輔（佐藤映像）
- チーフプロデューサー・マッチメーカー：熊谷太助
- 制作：フジテレビスポーツ局
- 制作著作：フジテレビ

### 過去のスタッフ
- 構成：鈴木おさむ（第2回）
- スーパーバイザー：竹内雅人（第2回）
- TD／SW：坂本淳一（第2回）
- CAM：田辺絢一、小林重徳（2人共第2回）
- VE：南雲幸平（第2回）
- クレーン：二宮典夫（第2回）
- CG制作：千代祥子、相馬（2人共第2回）
- 美術デザイン：宮川卓也（第2回）
- 美術進行：西嶋友里（第2回）
- 電飾：斉藤誠二（第2回）
- 視覚効果：川上勝大（第2回）
- メイク：山田かつら（第2回）
- 編集：後藤勝利、酒井大輔（2人共第2回）
- MA：土屋信、水野学（2人共第2回）
- TK：石井成子（第2回）
- イラスト：石井克昌（第2回）
- リサーチ：志田謙悟、広瀬直樹（2人共第2回）
- 技術協力：八峯テレビ、マルチバックス、IMAGICA
- 編成：濱野貴敏（第2回）
- 宣伝：加地綾子（第2回）
- 撮影協力：順天堂大学、日本綱引連盟、遠藤ジム
- パートナー：Joyman、セイムトゥー
- デスク：永田さおり
- AD：上田容史、平田悠紀、赤津、杉山剛、佐脇基之
- ディレクター：杉山和典、阿部一志、新居稚也